# Nucras
Genre
Nucras est un genre de sauriens de la famille des Lacertidae.

## Répartition
Les espèces de ce genre se rencontrent en Afrique australe et en Afrique de l'Est.

## Liste des espèces
Selon The Reptile Database (11 décembre 2013) :
- Nucras boulengeri Neumann, 1900
- Nucras caesicaudata Broadley, 1972
- Nucras holubi (Steindachner, 1882)
- Nucras intertexta (Smith, 1838)
- Nucras lalandii (Milne-Edwards, 1829)
- Nucras livida (Smith, 1838)
- Nucras ornata (Gray, 1864)
- Nucras scalaris Laurent, 1964
- Nucras taeniolata (Smith, 1838)
- Nucras tessellata (Smith, 1838)

## Publication originale
- Gray, 1845 : Catalogue of the specimens of lizards in the collection of the British Museum. p. 1-289 (texte intégral).